# Gularkoo
Der Gularkoo ist ein osttimoresischer Fluss in der Gemeinde Liquiçá. Wie die meisten kleineren Flüsse im Norden Timors fällt auch der Gularkoo außerhalb der Regenzeit trocken.

## Verlauf

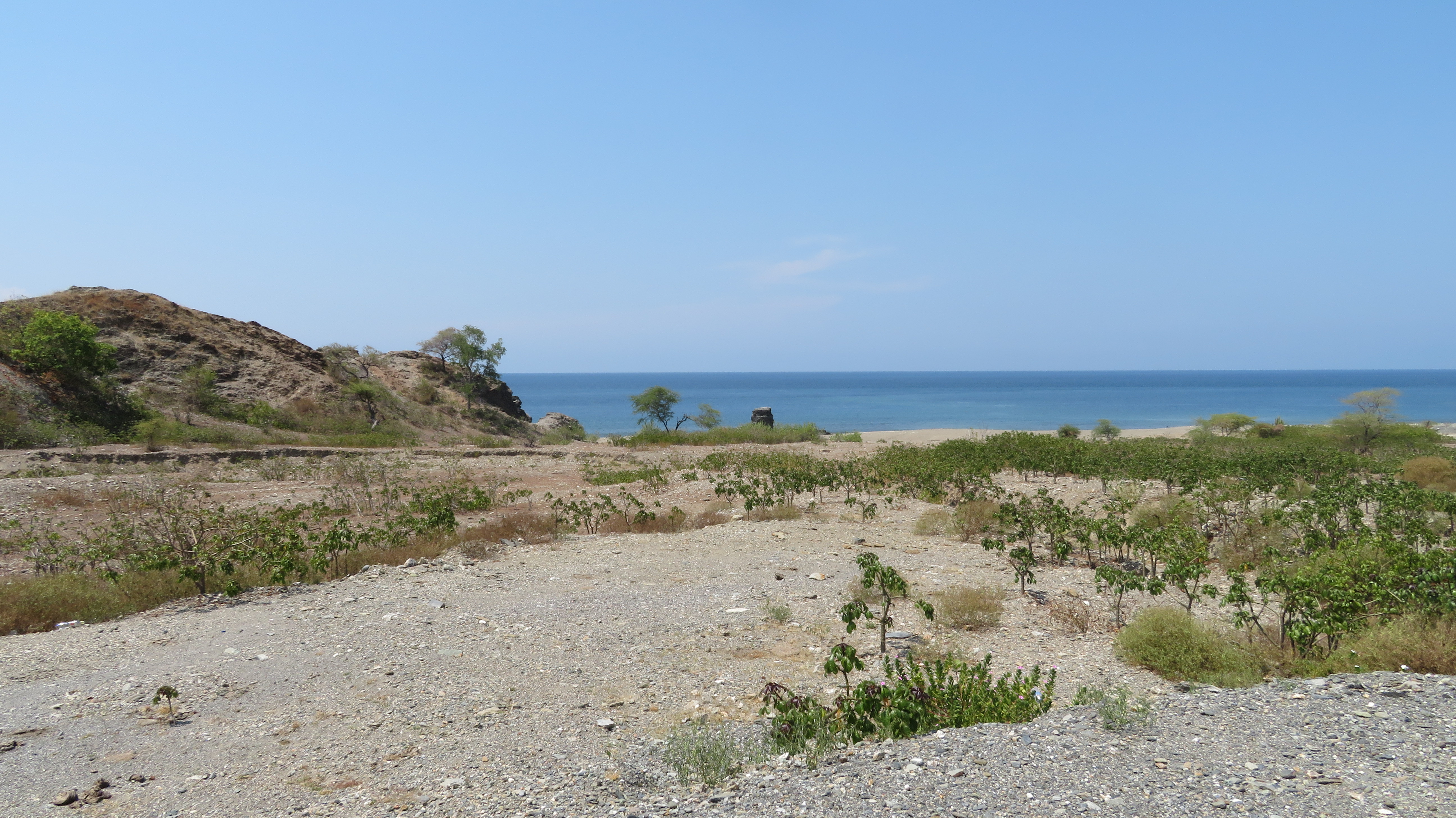
Der Gularkoo in Dato (Liquiçá) kurz vor der Mündung gegen Ende der Trockenzeit

Der Fluss Caray entspringt im Südwesten des Sucos Metagou und fließt nach Westen durch den Sucp Luculai in den Gaulara, der aus dem Grenzgebiet zwischen den Sucos Darulete und Dato kommt. Der Gaulara bildet auf seinem Weg nach Norden die Grenze zwischen Luculai und Dato.
An der Grenze zwischen den Sucos Metagou und Luculai entspringt der Eanaloa und vereinigt sich weiter nördlich an der äußersten Spitze von Metagou mit dem Gaulara zum Gularkoo. Nun fließt der Gularkoo entlang der Grenze von Dato und Maumeta, bis er in die Straße von Ombai mündet. Hier liegt die Gemeindehauptstadt Vila de Liquiçá.